# Elizabeth Gould Bell
Elizabeth Gould Bell (Newry, 24 de diciembre de 1862 - 9 de julio de 1934) fue una de las primeras mujeres en obtener el título de médico en Irlanda, en la provincia septentrional de Úlster. Fue defensora de los ideales feministas y se convirtió en una de las primeras mujeres en trabajar con el Cuerpo Médico del Ejército Real, como médica en Malta.

## Biografía
Elizabeth Gould Bell nació en Newry, Condado de Armagh, Irlanda en 1862. Su padre, Joseph Bell, de Killeavy Castle, era un conocido secretario del Newry Poor Law Union. La madre de Bell, Margaret Smith Bell, era de una familia de agricultores ubicada en Carnegat, una ciudad cercana a Newry. Bell tenía cinco hermanos. Joseph Bell, que fue secretario del Sindicato de Abogados de Pobres de Newry. dos hermanas, una de las cuales se llamaba Margaret Bell y también fue médica y se convertirían ambas en las primeras mujeres en obtener un título médico en Irlanda.
Margaret fue médico de cabecera en Mánchester, trabajo para el cual también fue una de las primeras mujeres. A través de Margaret, Elizabeth Gould Bell tuvo un sobrino.Nació como Douglas Priestly Bill Boyd y luego se convirtió en radiólogo. 
En 1896, Bell se casó con el médico general Dr. Hugo Fisher, en la Iglesia Presbiteriana Fitzroy en Belfast aunque pronto quedó viuda cuando Fisher murió de fiebre tifoidea en 1901.

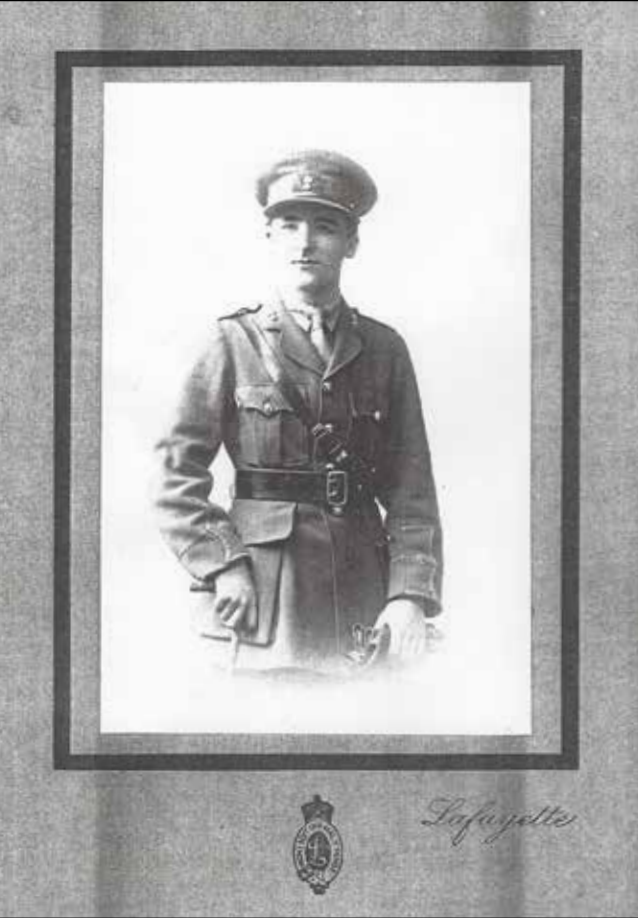

La pareja tuvo un hijo, el teniente y doctor Hugh Bell Fisher, que nació el 5 de abril de 1897 en Belfast. Era un estudiante de medicina de veinte años en la Queen's University, Belfast, la alma mater de su madre, y miembro del segundo Batallón de los Royal Munster Fusiliers, cuando murió a causa de las heridas de batalla en un hospital de Bélgica después de luchar en la Batalla. de Passchendaele, el 23 de noviembre de 1917.

## Educación
Bell asistió al Queen's College de Belfast, y en 1889 completó su estudio de un año en la Facultad de Artes del Queen's College. Fue ese mismo año cuando Bell y otras dos estudiantes, Margaret Smith Bell y Harriette Rosetta Neil, solicitaron trasladarse a la facultad de Medicina, lo que las convirtió en tres de las primeras cinco mujeres en unirse a la facultad de Medicina del Queen's College.
Después de 1889, se hizo habitual que los estudiantes de medicina se matricularan en clases de medicina después de haber completado su primer año. Bell hizo prácticas con otras cinco mujeres en el Belfast Royal Hospital hasta su graduación. Solamente ella y otra mujer obtuvieron el título universitario. Bell se graduó en 1893 y luego continuó su trabajo en el campo de la medicina. A finales de 1893, su nombre se incluyó en el Directorio Médico de Irlanda y se convirtió en miembro de la Sociedad Médica de Úlster, que, a partir de 2019, sigue siendo una sociedad activa que se centra en conectar a la comunidad médica en Irlanda del Norte y promover las ciencias de la salud.

## Trayectoria profesional
En los años anteriores al nacimiento de su hijo (1893-1896), Bell escribió y publicó su obra "A Curious Condition of Placenta and Membranes." (Una curiosa condición de la placenta y las membranas) fue para el informe anual de la rama de Irlanda del Norte de la Asociación Médica Británica de 1895-1896. En 1916, Bell se unió al Royal Army Medical Corps (RAMC) para trabajar como médica. Fue una de las primeras mujeres en unirse al grupo. Las mujeres que trabajaban en la RAMC en ese momento no se consideraban miembros del ejército, sino más bien  cirujanos civiles. Se les pagaba, raciones, viáticos y gratificaciones, que equivalían a lo que recibían los oficiales varones "temporalmente comisionados". Por lo tanto, Bell obtuvo un contrato de trabajo por veinticuatro chelines diarios y una gratificación de sesenta chelines, por una duración de doce meses. Un mes después de unirse a la RAMC, el 2 de agosto de 1916, Bell partió hacia la isla mediterránea de Malta para trabajar con la Unidad Médica de la Mujer, en el Hospital Militar de St. Andrew. Los médicos que trabajaban en Malta en ese momento atendían principalmente a los soldados británicos, franceses, australianos y neozelandeses heridos en la batalla en la península de Turquía, como resultado de las campañas de las potencias aliadas para desviar la atención de las tropas alemanas del frente occidental a sus aliados en Pavo. Poco antes de la muerte de su hijo, el 27 de julio de 1917, Bell regresó a Belfast para trabajar como médico de cabecera. Su función fue la de médica honoraria en el Hogar de maternidad para mujeres, el Hogar de bebés de Belfast y la Escuela de capacitación en Grove. Aquí,  se preocupaba principalmente por mujeres y niños. Pero Bell también trabajó como oficial médico para el Malone Palace Hospital donde los residentes sin hogar de Belfast encuentran hogares y trabajos. En febrero de 1919, Bell se convirtió en la oficial médico de una residencia en la Queen's University, que albergaba a profesoras y estudiantes protestantes.
Hacia el final de su carrera profesional, de 1922 a 1926, Bell trabajó con el programa de asistencia social Babies Club de Belfast Corporation, que era un proyecto que donaba leche a madres pobres.
Bell trabajó en Belfast hasta su muerte en 1934, el 9 de julio. Muchos en la comunidad médica la conocían por tener una "personalidad sorprendente" y un gran "intelecto". Su obituario la describió como "una de las defensoras más entusiastas del movimiento de posguerra".

## Activismo político
Bell fue miembro del movimiento por el sufragio femenino que luchó por el derecho al voto de las mujeres en Irlanda comenzó en 1847 y alcanzó su objetivo en 1922, cuando las mujeres obtuvieron los mismos derechos de voto. Bell estuvo más involucrada con el movimiento por el sufragio antes de la Primera Guerra Mundial, se cree que alrededor de 1.000 mujeres participaron en el movimiento sufragista del Úlster en 1914, pero la mayor parte de la actividad sufragista disminuyó al comienzo de la Primera Guerra Mundial
 

En 1903, Emmeline Pankhursts y sus hijas, Sylvia, Christabel y Adela, establecieron la Unión Política y Social de Mujeres (WSPU). Bell era amiga de los Pankhurst y aliada de la WSPU. Los miembros de la WSPU, eran llamadas sufragistas y  conocidas por usar tácticas más militantes en su activismo que otros grupos sufragistas, como la Unión Nacional de Sociedades por el Sufragio de Mujeres (NUWSS). El NUWSS era conocido por usar tácticas más pacíficas, como peticiones y redactar literatura para su causa. Aunque la mayoría de los grupos en apoyo del sufragismo se unieron al NUWSS, el WSPU se negó a unirse al NUWSS porque no estaban de acuerdo con las tácticas pacíficas del NUWSS. La WSPU adoptó el lema de "Hechos, no palabras".  Bell se hizo amiga de Lady Balfour, quien fue una importante sufragista durante este tiempo. En 1911, el Bell participó en una manifestación de WSPU en Londres, Inglaterra. Durante esta demostración, arrojaron piedras a través de los escaparates de las tiendas del Departamento de Londres de Swan y Edgar y Bell fue arrestada y encarcelada en la prisión de mujeres de Holloway. Cuando fueron encarceladas, las sufragistas en Belfast hicieron una huelga de hambre para protestar por el derecho al voto. Cuando todas las sufragistas participaban en esta huelga de hambre, las autoridades comenzaron a forzar violentamente a alimentar a las sufragistas, lo que a menudo resultaba en enfermedades violentas. Esta práctica causó malestar en la comunidad, que resultó en la Ley del Gato y el Ratón, o la Ley de Liberación Temporal de Prisioneros por Mala Salud . Esta ley permitió a las autoridades penitenciarias liberar temporalmente a los presos en huelga de hambre y volver a encarcelarlos una vez que recuperaran la salud. Esta ley fue aprobada con la esperanza de controlar a las sufragistas, pero muchas sufragistas liberadas por este acto se escondieron de las autoridades carcelarias y llevaron a cabo actos militantes mientras estaban en libertad. En 1912, el Dr. Bell se convirtió en médico de sufragistas que sufrían de alimentación forzada. Trabajó específicamente con pacientes en la cárcel de Crumlin Road. Por su trabajo con las prisioneras sufragistas en la cárcel de Crumlin Road, Bell recibió un certificado de WSPU que le agradecía su servicio y dedicación al movimiento por el sufragio. 
"Para Elizabeth Bell,

 En nombre de todas las mujeres que ganarán la libertad por la servidumbre que han soportado por su bien, y la dignidad por la humillación que han sufrido con alegría por la elevación de nuestro sexo, nosotras, las miembros de la Unión Social y Política de Mujeres, adjuntamos Expresamos nuestro profundo sentido de admiración por su valentía al soportar un largo período de privación y aislamiento en la cárcel por la Causa del Voto de la Mujer, también nuestro agradecimiento por el gran servicio que con ello ha prestado al Movimiento de Mujeres. Inspirándonos en su pasión por la libertad y el derecho, que nosotras y las mujeres que vengan después de nosotros estemos siempre dispuestos a seguir su ejemplo de olvido y superación de uno mismo, siempre dispuestos a obedecer el llamado del deber y a responder al llamado de los oprimidos. .
Firmado en nombre de la Unión Social y Política de Mujeres,

 E. Pankhurst E. Pethick Lawrence ".

## Reconocimientos
- El 11 de octubre de 2016, se colocó una placa frente a Newry Union Workhouse and Infirmary, que más tarde pasó a llamarse Daisyhill Hospital para conmemorar sus logros.[6][12]